# Култура Сиенага
Културата Сиенага възниква и се развива през периода 0 – 600 г. сл. Хр. на територията на Северозападна Аржентина, в района между долината Калчаки на север до провинция Сан Хуан на юг. Принадлежи към началото на керамичния период.
Сиенага се основава на предимно селскостопанска икономика. Населението отглежда царевица и фасул, от домашните животни – лами. Изграждат напоителни канали. Образуват поселища покрай бреговете на реките с къщи, направени от нетрайни материали и камъни.
Сиенага възниква под влияние на местните култури Канделария и Сан Франциско. От своя страна Сиенага се счита за предшественик на културата Агуада.
Сиенага впечатлява със своята керамика, характеризираща се с черни, бежови и червено боядисани керамични съдове с геометрични мотиви.